# Верхняя Маза (река)
Верхняя Маза — река в России, протекает по Верхнехавскому району Воронежской области. Левый приток реки Матреночка.

## География
Река берёт начало у посёлка Верхняя Маза. Течёт на восток по открытой местности. Устье реки находится у посёлка Степановка в 18 км от устья Матреночки. Длина реки составляет 15 км, площадь водосборного бассейна — 66,4 км².

## Данные водного реестра
По данным государственного водного реестра России относится к Донскому бассейновому округу, водохозяйственный участок реки — Битюг, речной подбассейн реки — бассейны притоков Дона до впадения Хопра. Речной бассейн реки — Дон (российская часть бассейна).
Код объекта в государственном водном реестре — 05010100912107000003903.